# Kuragod, Jamkhandi
Kuragod là một làng thuộc tehsil Jamkhandi, huyện Bagalkot, bang Karnataka, Ấn Độ.